# Korea-közi találkozók
Korea-közi találkozónak (hangul: 남북정상회담, Nambuk csongszang hödam, handzsa: 南北頂上會談, RR: Nambuk jeongsang hoedam, ’Déli-északi csúcstárgyalás’) észak-koreai nevén  (hangul: 북남수뇌상봉, Pungnam szunö szangbong, handzsa: 北南首腦相逢, RR: Buknam sunoe sangbong, ’Északi-déli vezérösszejövetel’) nevezzük azokat az eseményeket, amely során a Koreai Népi Demokratikus Köztársaság legfelsőbb vezetője és a Koreai Köztársaság elnöke hivatalos találkozón vesz részt.
A tárgyalások célja a koreai újraegyesítés előkészítése, és a fennálló problémák, feszültségek megoldása.

## A találkozók listája
| Sorszám | Időpont                  | Helyszín                                    | Résztvevők                    | Eredmény                          |
| ------- | ------------------------ | ------------------------------------------- | ----------------------------- | --------------------------------- |
| 1.      | 2000. június 13-15.      | Phenjan, Észak-Korea                        | - Kim Dzsongil - Kim Dedzsung | Június 15-i Korea-közi egyezmény  |
| 2.      | 2007. október 2-4.       | Phenjan, Észak-Korea                        | - Kim Dzsongil - No Muhjon    | Október 4-i Korea-közi egyezmény  |
| 3.      | 2018. április 27.        | Békeház, a DMZ dél-koreai része             | - Kim Dzsongun - Mun Dzsein   | Április 27-i Korea-közi egyezmény |
| 4.      | 2018. május 26.          | Egyesítés Pavilon, a DMZ észak-koreai része | - Kim Dzsongun - Mun Dzsein   |                                   |
| 5.      | 2018. szeptember 18.–20. | Phenjan, Észak-Korea                        | - Kim Dzsongun - Mun Dzsein   |                                   |